# Paweł Biernacki (malarz)
Paweł Biernacki (ur. 21 maja 1956 w Radomiu, zm. 19 listopada 2009) – malarz samouk.
Malarstwo, rysunek oraz inne formy plastyczne uprawiał od 1976 z rosnącym zaangażowaniem, poszerzaniem wolności twórczej opartej na zdobywanych doświadczeniach samouka. W 1995 został przyjęty do Związku Polskich Artystów Plastyków w Warszawie rekomendowany przez Andrzeja Bieńkowskiego. Od lat, kiedy zajmował się upowszechnianiem kultury (Radom - Klub Mewa, Wojewódzki Dom Kultury, Wyśmierzyce - Dom Kultury, Pionki - Kasyno - Ośrodek Upowszechniania Kultury, Pierrot Galeria - Gąsawy Rządowe i Szydłowiec), zawarł wiele znajomości i zażyłości ze światem muzycznym. Wernisażom jego prac towarzyszyły koncerty takich muzyków jak: Włodzimierz Kiniorski, Rafał Nowak, Jorgos Skolias, Stanisław Sojka, Tomasz Stańko, Piotr Wolski i Michał Zduniak.
Slajdy z reprodukcjami prac w formie dynamicznej projekcji stanowią tło i ilustracje koncertów muzycznych.
Od 1994 we wsi Gąsawy Rządowe prowadził swoją Galerię Autorską Pierrot. Swój świat malarski przenosił w przestrzeń lokali użytkowych w Radomiu (Restauracja Teatralna, Cafe Marcus, Bohema Jazz Club), mieszkań, stylizował meble i stare przedmioty. 30 maja 2009 roku miał miejsce w Białobrzegach ostatni wernisaż Pawła. Na którym otrzymał od władz miasta Białobrzegi "Złotą Paletę Syrenki". 